# Air Europa Express
Air Europa Express ist der Markenname der spanischen Fluggesellschaft Aeronova, S.L. mit Sitz in Llucmajor auf Mallorca. Das Unternehmen ist eine Tochtergesellschaft von Air Europa und deren Muttergesellschaft Globalia.

## Geschichte
Die Fluggesellschaft Aeronova wurde 1996 gegründet und bot mit sechs Flugzeugen, zwei ATR 42-300 und vier Fairchild Swearingen Metro III, Charter- und Frachtflüge in Europa und Nordafrika an, vermietete anderen Gesellschaften ihre Flugzeuge und betrieb eine Flugschule. Im November 2015 wurde Aeronova von Air Europa aufgekauft, um im Auftrag von Air Europa europaweit Billigflüge anzubieten. Dazu sollte sie von der Muttergesellschaft elf Embraer 195 erhalten. Seit Januar 2016 betreibt Aeronova Flüge unter der Marke Air Europa Express. Air Europa Express erhielt die ersten beiden Embraer 195 im Juni 2016 und betrieb diese von Madrid nach Lissabon und Brüssel. Im August 2016 wurden die ATR 42 ausgeflottet.

## Flotte

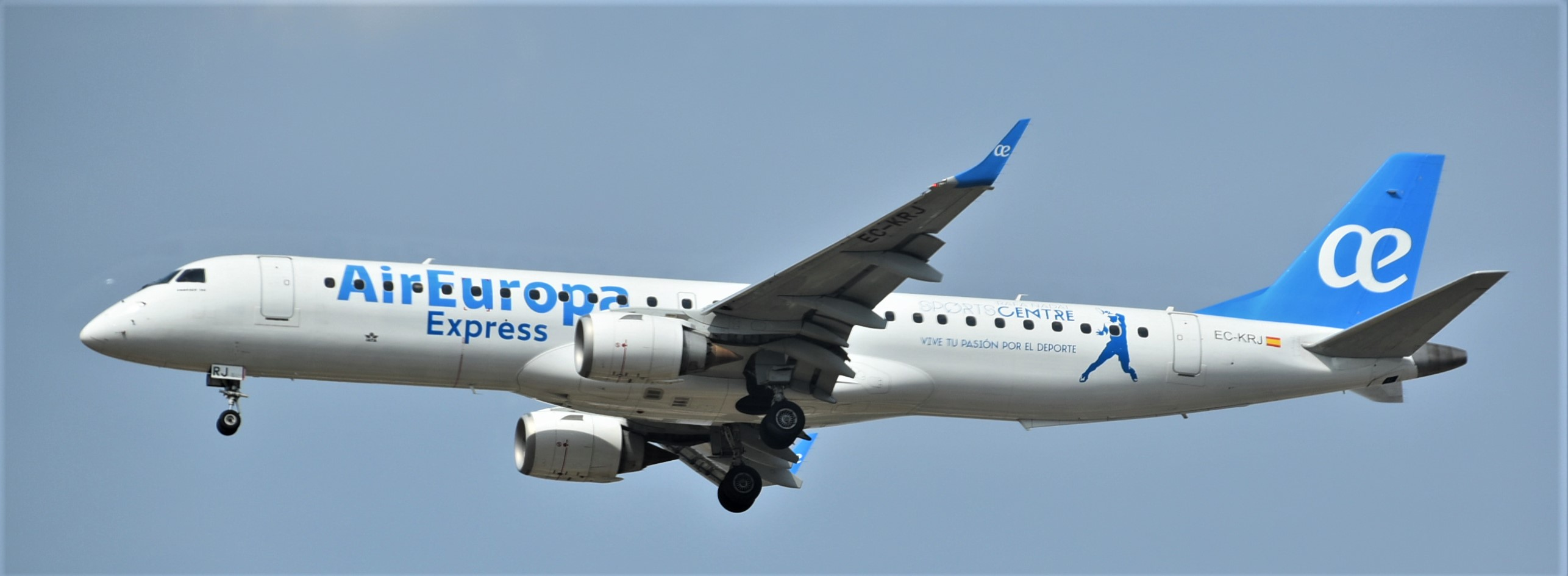
Embraer 195 (EC-KRJ) der Air Europa Express

Mit Stand April 2025 besteht die Flotte der Air Europa Express aus acht Flugzeugen mit einem Durchschnittsalter von 11,6 Jahren:
| Flugzeugtyp    | Anzahl | bestellt | Anmerkungen               | Sitzplätze | Durchschnittsalter |
| -------------- | ------ | -------- | ------------------------- | ---------- | ------------------ |
| Boeing 737-800 | 8      |          | mit Winglets ausgestattet | 189 186    | 11,6 Jahre         |
| Gesamt         | 8      | -        |                           |            | 11,6 Jahre         |

### Ehemalige Flugzeugtypen
- ATR 72-500
- Embraer ERJ-195